# ディエゴ・ペニー
ディエゴ・アロンソ・ロベルト・ペニー・バルデス（Diego Alonso Roberto Penny Valdez、1984年4月22日 - ）は、ペルーの首都リマ出身のプロサッカー選手。ポジションは、ゴールキーパー。

## クラブ歴
2008年6月、3年契約でバーンリーFCに加入。8月のシェフィールド・ウェンズデイFC戦で初出場を果たしたが、1-4で敗れた。デビュー戦の後はブライアン・イェンセンの控えに回り、ベンチを温める日々が続いた。2010年8月のウィガン・アスレティックFC戦でイェンセンが負傷退場したことによりプレミアデビューを果たすが、結局この試合がバーンリーでのラストゲームとなった。同月中に双方合意の上で契約を解除。公式戦出場は4試合に留まった。
バーンリーとの契約解除後、ペルーに帰国しフアン・アウリチに加入した。

## 代表歴
2006年からペルー代表に選出されている。